# Abercrombie-díj

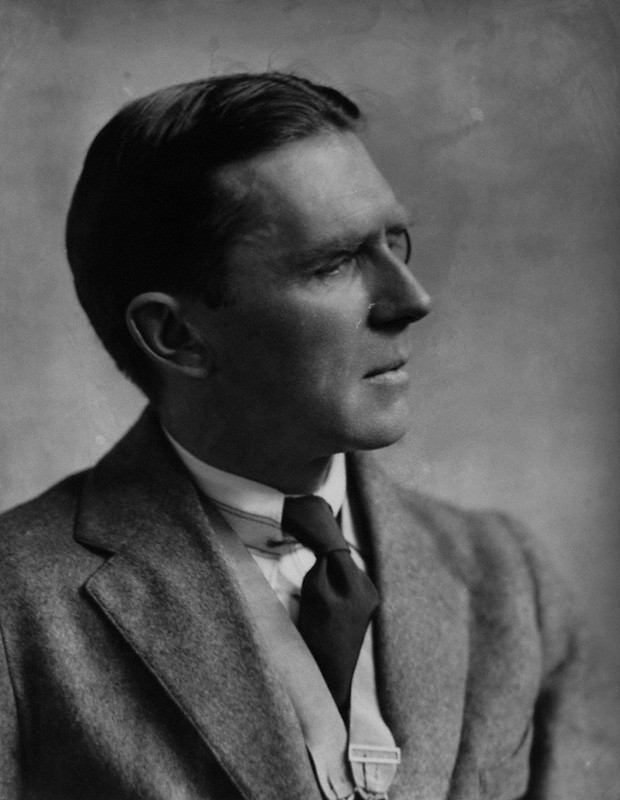
A díj névadója

Az Abercrombie-díj - hivatalosan Sir Patrick Abercrombie-díj - egy építészeti elismerés, amit az Építészek Nemzetközi Szövetsége (UIA) 1961-ben alapított figyelemre méltó városépítészeti vagy területrendezési tervek elismeréseként.
A díjat kezdetben két, majd 1969-től háromévente adták ki, névadója a szervezet egyik korai elnöke, Patrick Abercrombie (1879-1957) volt. Az UIA 1961-ben az Abercrombie mellett még további három díjat alapított, valamennyit az egyesület korábbi elnökeiről nevezték el: az Auguste Perretről elnevezett Perret-díj, a Sir Robert Matthewra emlékező Matthew-díj és a Jean Tschumiról Tschumi-díjnak nevezett oklevél is ekkor született.
A díjat odaítélő zsűrinek 1959-63 között magyar tagja is volt Major Máté személyében.

## Díjazottak[2]
- 2017 Nem adták ki[4]
- 2014 Nem adták ki[5]
- 2011 Valentyin Fjodorovics Nazarov(wd) orosz. Nazarov 1958 óta folyamatosan részt vesz Szentpétervár várostervezésében - legutóbb a város 2005-ös városrendezési alaptervének elkészítésével. A terv biztosítja e nagyváros fenntartható fejlődését és egyedülálló történelmi örökségének megőrzését.[6]
- 2008 megosztva Sir Peter Hall (brit), valamint Mahmúd Juszri Hasszán (egyiptomi)
- 2005 Nuno Portas(wd) (portugál), külön kiemelve Hermann Sträb (német) minkáját: Leinefelde város terveinek fenntarthatóságára és esztétikájára, valamint más városok példamutató jellegére tekintettel[7]
- 2002 Shane O’Toole (ír) és a Group 91 további 12 építésze Dublin Temple Bar nevű városrészének megújítására szolgáló terveiért
- 1999 Karl Ganser(wd) (német), különdíj: Sencsen város szabályozási tervéért a munkában részt vevő kínai építészek elismeréseként
- 1996 Juan Gil Elizondo  (mexikói)
- 1993 Jan Gehl (dán)
- 1990 Edmund Bacon(wd) (amerikai)
- 1987 Az American Institute of Architects(wd) (Amerikai Építészek Szövetsége AIA) regionális és városépítészeti csapata (R/UDAT). Különdíj: Eduardo Leira (spanyol), továbbá kiemelve: L. Bortenreuter, K. Griebel, H.G. Tiedt Gera város központjának újramodellezéséért
- 1984 Hans Blumenfeld(wd) (kanadai) és Lucio Costa (brazil)
- 1981 A varsói építészet és építészek a főváros rekonstrukciójáért, különdíj: M. Balderiotte (argentin) és csapata
- 1978 Louvain-la-Neuve(wd) városa, Belgium
- 1975 Joszif Broniszlavovics Orlov és Nyikoláj Ivanovics Szimonov (szovjet)
- 1972 Centre for Experimentation, Research and Training (marokkó)
- 1969 H. Bennet és csapata brit, külön kiemelve a perui Fernando Belaúnde Terryt(wd)
- 1967 Giancarlo De Carlo(wd) olasz
- 1965 Megosztva: C. Buchanan és csapata brit valamint Farkas Tibor és csapata  magyar
- 1963 Konsztantinosz Aposztolosz Doxiadisz(wd) görög
- 1961 Stockholm városrendezési terve, Sven Markelius(wd) és G. Onblahd, svéd

## A magyar díjazottak
Farkas Tibor és csapata a Balaton és környéke regionális rendezési tervével nyertek megosztott díjat 1965-ben. Farkas még 1957-ben a VÁTI munkatársaként kapta a megbízást. Mivel korábban Magyarországon ilyen mértékű tervezési munka nem zajlott, ezért az egész know-howt Farkasnak kellett kidolgozni, melynek érdekében egy csapatot szervezett maga köré: Kisléghy Nagy István, Polónyi Károly, Bérczes István, Csillag József, Kotsis Lajos és Korbonits Dezsőné voltak ennek a tagjai. A terv tulajdonképpen már 1958-ban készen volt, egy  a regionális tervezésről Liège-ben rendezett 1958-as nemzetközi kongresszuson mutatták be, és kapott jelentős visszhangot. Ennek kései elismerése volt az 1965-ös megosztott díj - melynek átvételére Farkast nem engedték kiutazni.